# Finale UEFA Europa League 2022
De UEFA Europa Leaguefinale van het seizoen 2021/22 was de 51ste finale van het secundaire Europese toernooi en de 13de sinds de naamsverandering. De voetbalwedstrijd werd op 18 mei 2022 gespeeld tussen het Duitse Eintracht Frankfurt en het Schotse Rangers FC in het Estadio Ramón Sánchez Pizjuán te Sevilla.
Na doelpunten van Joe Aribo en Rafael Borré won Eintracht Frankfurt de strafschoppenreeks. Eintracht Frankfurt kwalificeerde zich daarmee voor de UEFA Super Cup 2022 tegen de winnaar van de Champions Leaguefinale en de groepsfase van de UEFA Champions League 2022/23. Het was de tweede maal dat Eintracht Frankfurt de UEFA Cup/Europa League won.

## Organisatie
Oorspronkelijk besloot de UEFA de finale van 2022 te laten spelen in de Puskás Aréna in Boedapest. Echter werd in juni 2020 in verband met de op dat moment hevige coronapandemie besloten om de speellocaties van de Europa Leaguefinales vanaf 2020 met één jaar te verplaatsen. Zo werd besloten dat de finale van 2022 gespeeld zou gaan worden in het Estadio Ramón Sánchez Pizjuán in Sevilla, het stadion dat oorspronkelijk de Europa Leaguefinale van 2021 zou organiseren. De finale kon ook gespeeld worden in het Boris Paitsjadzestadion in Tbilisi. Eerder werd de Europacup I-finale van 1986 gespeeld in het Estadio Ramón Sánchez Pizjuán. Ook werd de UEFA Cupfinale van 2003 gespeeld in Sevilla, in het Estadio de La Cartuja.
Andrés Palop is de ambassadeur van de finale. Hij zat in de selectie van Spanje op het gewonnen EK 2008. Ook won hij met Valencia CF de UEFA Cup in 2004 en de UEFA Super Cup in 2004 en met Sevilla FC de UEFA Cup in 2006 en 2007 en de UEFA Super Cup in 2006. In totaal keepte hij namens Villarreal CF en Sevilla FC 73 wedstrijden in clubcompetities van de UEFA.

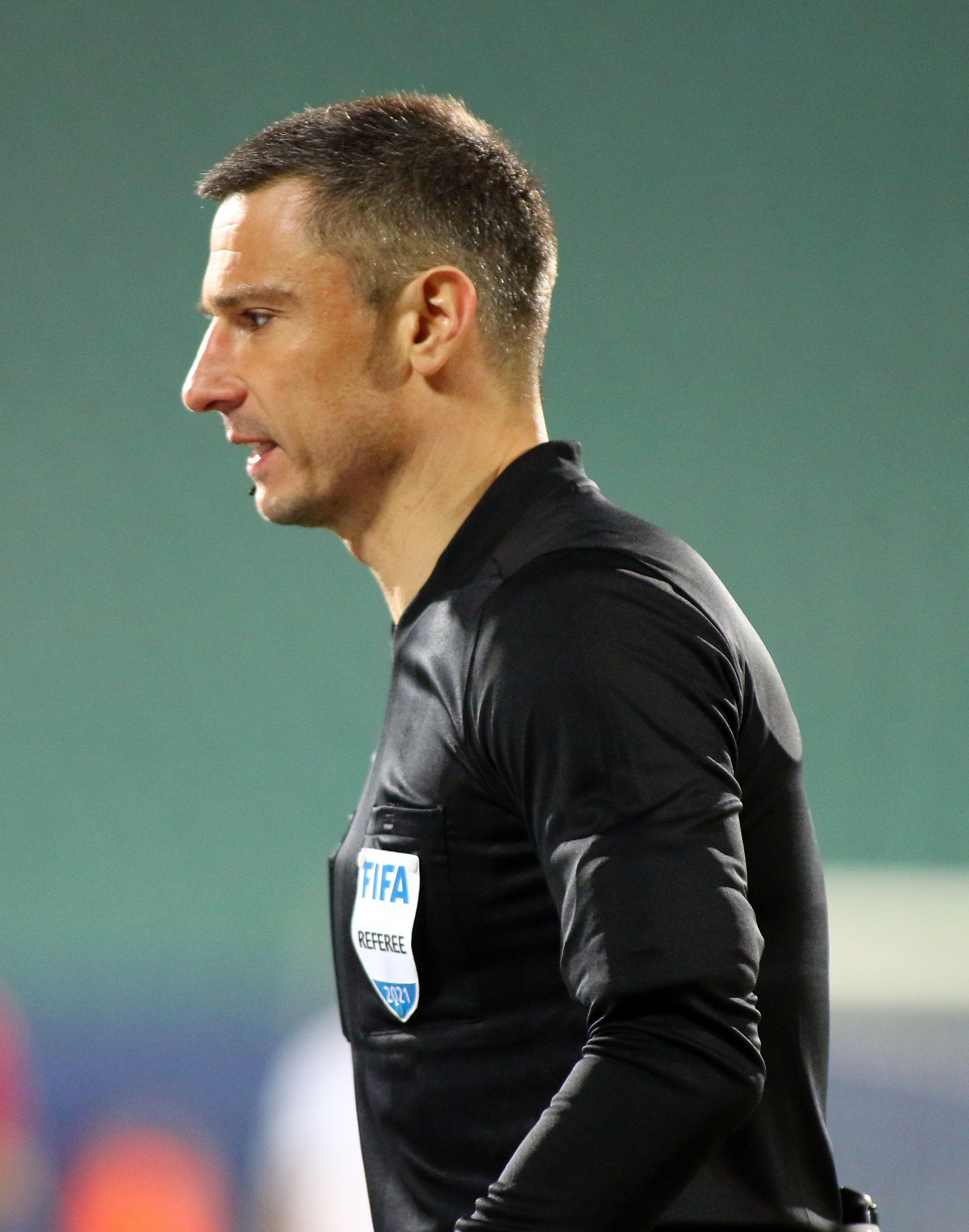
De Sloveen Slavko Vinčić werd aangesteld als de scheidsrechter voor de finale.

Op 11 mei 2022 werd duidelijk dat de finale onder leiding zou staan van de Sloveense scheidsrechter Slavko Vinčić. Hij was eerder de vierde official in de Europa Leaguefinale van 2021 en zat ook in het scheidsrechtersteam bij de Europa Leaguefinale van 2017. Gedurende de wedstrijd zal hij geassisteerd worden door zijn landgenoten Tomaž Klančnik en Andraž Kovačič en de Servische Srđan Jovanović als vierde official. Als videoscheidsrechter werd de Nederlandse Pol van Boekel aangesteld en de Spanjaarden Alejandro Hernández en Roberto Diaz Perez del Palomar en de Sloveen Jure Praprotnik als zijn assistenten.

## Voorgeschiedenis
Eintracht Frankfurt staat voor een derde keer in een continentale finale. In 1960 ging de finale van de Europacup I met 7–3 verloren tegen Real Madrid en in 1980 werd de UEFA Cup-finale op uitdoelpunten gewonnen tegen Borussia Mönchengladbach. De laatste keer dat een Duitse club in een continentale finale stond, was toen Bayern München de Champions Leaguefinale van 2020 met 1–0 van Paris Saint-Germain won en de laatste keer dat een Duitse club in de finale van het secundaire Europees toernooi stond, was toen Werder Bremen in 2009 verloor van Sjachtar Donetsk. Rangers FC stond vier keer eerder in de finale van een Europees hoofdtoernooi. De Europacup II-finale van 1972 werd met 3–2 gewonnen van Dinamo Moskou, maar de Europacup II-finale van 1961 tegen ACF Fiorentina, de Europacup II-finale van 1967 tegen Bayern München en de UEFA Cupfinale van 2008 tegen Zenit Sint-Petersburg werden verloren. Tussen de UEFA Cupfinale van 2008 en de UEFA Europa Leaguefinale van 2022 was er geen Schotse club die de finale van een (secundair) Europees toernooi wist te bereiken.
De finale is de derde wedstrijd tussen Eintracht Frankfurt en Rangers FC. Eerder troffen beide teams elkaar in de halve finales van de Europacup I in 1960. Eintracht Frankfurt won destijds de thuiswedstrijd met 6–1 en de uitwedstrijd met 6–3.
Oliver Glasner bereikte nooit eerder in zijn trainerscarrière een finale. Giovanni van Bronckhorst bereikte als trainer van Feyenoord de finale van het nationale bekertoernooi in 2016 en 2018. Beide edities werden gewonnen, met 2–1 tegen FC Utrecht en met 3–0 van AZ.
De nederlaag van Rangers FC tegen Bayern München in de Europacup II-finale van 1967 was de enige eerdere finale van een groot continentaal toernooi waarin een team uit Duitsland en een team uit Schotland tegenover elkaar stonden. Rangers FC schakelde in de UEFA Europa Conference League 2021/22 al tweemaal een Duitse club uit. In de tussenronde werd er met 4–2 gewonnen en met 2–2 gelijkgespeeld tegen Borussia Dortmund. In de halve finales werd RB Leipzig uitgeschakeld na een 0–1 nederlaag en 3–1 zege. Eintracht Frankfurt speelde in totaal vier eerdere wedstrijden tegen een Schotse club in een UEFA-competitie, waarvan de club er drie won en geen verloor. Rangers FC speelde in totaal 51 eerdere wedstrijden tegen een Duitse club in een UEFA-competitie, waarvan de club er 18 won en evenveel verloor.
Eintracht Frankfurt won vier van zijn vijf eerdere wedstrijden in Spanje. In de achtste finales van de Europa League in aanloop naar de finale van 2022 speelde Eintracht Frankfurt al in Sevilla, in het Estadio Benito Villamarín. Daar won Eintracht Frankfurt met 1–2 van Real Betis. Rangers FC speelde dertien eerdere wedstrijden in Spanje, waarvan de Europacup I-finale van 1972 tegen Dinamo Moskou de enige die gewonnen werd. Beide eerdere duels die Rangers FC in Sevilla speelde, beide tegen Sevilla FC in het Estadio Ramón Sánchez Pizjuán, gingen verloren; in 1962 met 0–2 in de eerste ronde van de Europacup II en in 2009 met 0–1 in de groepsfase van de UEFA Champions League.

## Weg naar de finale
| Pos | Team                | Wed | Ptn |
| --- | ------------------- | --- | --- |
| 1   | Eintracht Frankfurt | 6   | 12  |
| 2   | Olympiakos Piraeus  | 6   | 9   |
| 3   | Fenerbahçe          | 6   | 6   |
| 4   | Royal Antwerp       | 6   | 5   |

| Pos | Team           | Wed | Ptn |
| --- | -------------- | --- | --- |
| 1   | Olympique Lyon | 6   | 16  |
| 2   | Rangers FC     | 6   | 8   |
| 3   | Sparta Praag   | 6   | 7   |
| 4   | Brøndby IF     | 6   | 2   |

## Wedstrijd

### Details
|                           |                                  |                                 |                                      | |
| 18 mei 2022 21:00 (UTC+2) | Eintracht Frankfurt              | 1 – 1 (n.v.) (0 – 0) 5 – 4 pen. | Rangers FC                           | Stadion: Estadio Ramón Sánchez Pizjuán, Sevilla Toeschouwers: 38.842 Scheidsrechter: Slavko Vinčić Video-assistent: Pol van Boekel Speler van de wedstrijd: Kevin Trapp |
| 18 mei 2022 21:00 (UTC+2) | Borré 69'                        | verslag UEFA                    | 57' Aribo                            | Stadion: Estadio Ramón Sánchez Pizjuán, Sevilla Toeschouwers: 38.842 Scheidsrechter: Slavko Vinčić Video-assistent: Pol van Boekel Speler van de wedstrijd: Kevin Trapp |
| 18 mei 2022 21:00 (UTC+2) | Strafschoppen                    |                                 |                                      | Stadion: Estadio Ramón Sánchez Pizjuán, Sevilla Toeschouwers: 38.842 Scheidsrechter: Slavko Vinčić Video-assistent: Pol van Boekel Speler van de wedstrijd: Kevin Trapp |
| 18 mei 2022 21:00 (UTC+2) | Lenz Hrustić Kamada Kostić Borré |                                 | Tavernier Davis Arfield Ramsey Roofe | Stadion: Estadio Ramón Sánchez Pizjuán, Sevilla Toeschouwers: 38.842 Scheidsrechter: Slavko Vinčić Video-assistent: Pol van Boekel Speler van de wedstrijd: Kevin Trapp |
|                           |                                  |                                 |                                      | |

| Eintracht Frankfurt | Rangers FC |

| DM             | 01 | Kevin Trapp       |            |
| CV             | 35 | Tuta              | 58'        |
| CV             | 18 | Almamy Touré      |            |
| CV             | 02 | Evan N'Dicka      | 100'       |
| RM             | 36 | Ansgar Knauff     |            |
| CM             | 08 | Djibril Sow       | 106'       |
| CM             | 17 | Sebastian Rode    | 90'        |
| LM             | 10 | Filip Kostić      |            |
| AM             | 29 | Jesper Lindstrøm  | 70'        |
| AM             | 15 | Daichi Kamada     |            |
| SP             | 19 | Rafael Borré      |            |
| Wisselspelers: |    |                   |            |
| DM             | 31 | Jens Grahl        |            |
| VD             | 20 | Makoto Hasebe     | 58' ( 90') |
| VD             | 22 | Timothy Chandler  |            |
| VD             | 24 | Danny da Costa    |            |
| VD             | 25 | Christopher Lenz  | 100'       |
| MV             | 06 | Kristijan Jakić   | 90'        |
| MV             | 07 | Ajdin Hrustić     | 106'       |
| MV             | 27 | Aymen Barkok      |            |
| AV             | 09 | Sam Lammers       |            |
| AV             | 21 | Ragnar Ache       |            |
| AV             | 23 | Jens Petter Hauge | 70'        |
| AV             | 39 | Gonçalo Paciência |            |
| Coach:         |    |                   |            |
| Oliver Glasner |    |                   |            |

| DM                       | 01 | Allan McGregor  |          |
| RA                       | 02 | James Tavernier |          |
| CV                       | 06 | Connor Goldson  |          |
| CV                       | 03 | Calvin Bassey   |          |
| LA                       | 31 | Borna Barišić   | 117'     |
| CM                       | 08 | Ryan Jack       | 74'      |
| CM                       | 04 | John Lundstram  |          |
| RB                       | 14 | Ryan Kent       |          |
| AM                       | 23 | Scott Wright    | 73' 74'  |
| LB                       | 18 | Glen Kamara     | 90'      |
| SP                       | 17 | Joe Aribo       | 62' 101' |
| Wisselspelers:           |    |                 |          |
| DM                       | 28 | Robby McCrorie  |          |
| DM                       | 33 | Jon McLaughlin  |          |
| VD                       | 19 | James Sands     | 101'     |
| VD                       | 26 | Leon Balogun    |          |
| VD                       | 34 | Leon King       |          |
| MV                       | 10 | Steven Davis    | 74'      |
| MV                       | 16 | Aaron Ramsey    | 117'     |
| MV                       | 37 | Scott Arfield   | 90'      |
| MV                       | 51 | Alex Lowry      |          |
| AV                       | 09 | Amad Diallo     |          |
| AV                       | 25 | Kemar Roofe     | 117'     |
| AV                       | 30 | Fashion Sakala  | 74' 117' |
| Coach:                   |    |                 |          |
| Giovanni van Bronckhorst |    |                 |          |

### Statistieken
| [ 11 ]                 | Eintracht Frankfurt | Rangers FC |
| ---------------------- | ------------------- | ---------- |
| Doelpunten             | 1                   | 1          |
| Gele kaarten           | 0                   | 2          |
| Rode kaarten           | 0                   | 0          |
| Wissels                | 5                   | 6          |
| Schoten op doel        | 4                   | 6          |
| Schoten naast doel     | 12                  | 5          |
| Overtredingen          | 18                  | 10         |
| Hoekschoppen           | 11                  | 2          |
| Buitenspel             | 2                   | 2          |
| Geslaagde passes       | 374                 | 413        |
| Passnauwkeurigheid (%) | 78                  | 77         |
| Balbezit (%)           | 46                  | 54         |